# Common Threads: Stories from the Quilt
Pour plus de détails, voir Fiche technique et Distribution.
Common Threads: Stories from the Quilt est un film documentaire américain réalisé par Rob Epstein et Jeffrey Friedman, et sorti en 1989.
Il a remporté l'Oscar du meilleur film documentaire en 1990.

## Synopsis
Ce documentaire témoigne du coût humain et social engendré par l'épidémie du SIDA.

## Fiche technique
- Titre : Common Threads: Stories from the Quilt
- Réalisation : Rob Epstein et Jeffrey Friedman
- Scénario : Rob Epstein, Jeffrey Friedman, basé sur le livre The Quilt: Stories From The NAMES Project de Cindy Ruskin
- Narration : Dustin Hoffman
- Musique : Bobby McFerrin
- Photographie : Jean de Segonzac et Dyanna Taylor
- Montage : Rob Epstein et Jeffrey Friedman
- Production : Bill Couturié, Rob Epstein et Jeffrey Friedman
- Société de production : Couterie, Home Box Office, Saul Zaentz Film Center et Telling Pictures
- Société de distribution : New Yorker Films, Direct Cinema Limited
- Pays de production :  États-Unis
- Genre : Documentaire
- Format : 35 mm
- Durée : 79 minutes
- Dates de sortie : 
  - États-Unis : 13 octobre 1989 (Los Angeles)